# Iglesia de San Esteban (Arguedas)
La iglesia de San Esteban es un templo parroquial de la localidad de Arguedas, en la Comunidad Foral de Navarra. Su fábrica, enteramente de ladrillo, corresponde fundamentalmente a los siglos XVI y XVII. Destaca su gran torre prismática de varios cuerpos.

## Descripción

### Exterior
Visualmente, se observa como sobre el basamento de sillería se levantan los muros de ladrillo reforzados con unos contrafuertes en la cabecera y en los pies. Se muestra todo el edificio como un bloque prismático, al igual que su torre, de gran austeridad estructural.
La torre muestra una fuste liso del siglo XVI sobre el cual se apilaron otros dos cuerpos cúbicos en el siglo XVIII y un doble coronamiento octogonal.

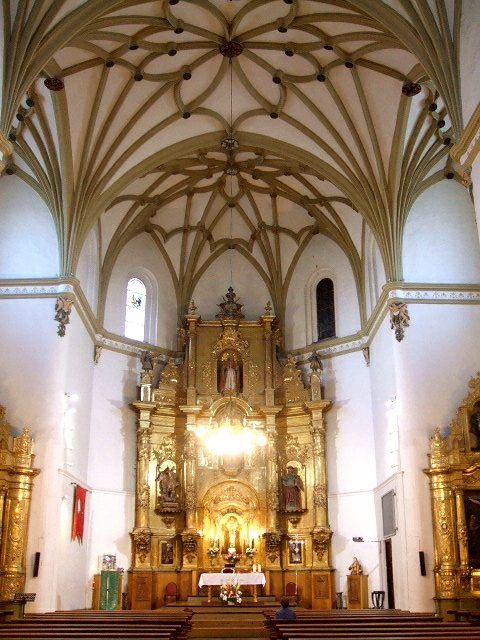
Interior

### Interior
Es un templo de una sola nave estructurada en dos tramos en cuya planta destaca el crucero y la cabecera poligonal. Está cubierta por bóvedas estrelladas, con una colección decorativa muy profusa y variada, cuyos nervios se apoyan en ménsulas platerescas con grutescos y que presentan unas claves con florones y medallones con cabezas.
El altar mayor está presidido por un retablo de estilo rococó, fechado en la segunda mitad del siglo XVIII.